# チャン・ヴァン・ザウ
チャン・ヴァン・ザウ（ベトナム語: Trần Văn Giàu, 1911年9月6日 - 2010年12月16日）はベトナムの革命家であり、八月革命時の南部責任者。科学者、歴史学者、哲学者、教育者でもあった。

## 経歴

### 青年期
1911年、タンアン省（現・ロンアン省）チャウタイン県アンルックロン社にて、裕福な地主の長男として生まれた。家ではムオイ・キー (Mười Ký)と呼ばれたが、多くの人にはサウ・ザウ (Sáu Giàu) という名で知られていた。
家庭の事情により1926年にサイゴンに移り、シャスル＝ロバ高校（フランス語: Collège Chasseloup Laubat、現レー・クイ・ドン高校）に学んだ。1928年に卒業すると家族に「2つの博士号を持って帰る」と約束してフランスに渡り、トゥールーズ大学に留学した。
1929年3月、ザウはフランス共産党に入党し、労働運動やトゥールーズ市在住ベトナム人留学生・労働者の闘争運動に積極的に参加した。1930年5月、その運動の代表に選ばれてパリを訪れる。フランス大統領官邸前でイエンバイ蜂起首謀者の死刑反対デモに参加したところ、警察に逮捕されてロア・ロキリス刑務所（フランス語: Loa Roquillis）につながれると、フランス政府によって強制送還された。

### 革命家時代
帰国し父に「尽忠は尽孝でもある」と諭されたザウはサイゴンに戻り、フイン・コン・ファット学校にて教鞭を執るかたわら、サイゴン＝チョロン地区で革命活動に参加した。この間にインドシナ共産党に入り、ハイ・チェウ (Hải Triều) と分業して自らは南圻地区委員会の学生班および反帝国主義班の責任者となった。
ゲティン・ソビエト運動が高揚期を迎えた1931年、ソ連の東方勤労者共産大学留学生を組織して共に学んだ。1933年に卒業して帰国、論文テーマは「インドシナにおける土地問題」であった。
サイゴンに戻ると再び南圻地区委員会に参加し、『赤旗』紙 (báo Cờ đỏ) や共産叢書の出版に従事した。演説の才と深い見識、さらにはフランスやソ連での活動経験によって名をあげ始めると、数千人のサイゴン市民を前に何度も演壇に立ち、愛国心を鼓舞した。民衆や南部知識人の中でのザウの人望は日ごとに高まった。
フランス留学時代から反植民地政庁活動家として目を付けられたザウは1935年6月25日、サイゴンのフランス法廷に引き出されて政府転覆活動の罪で、投獄5年・自由剥奪10年の刑を宣告される。囚人番号6826mppとしてサイゴン監獄にあったときは囚人の総代表に選ばれ、何度も監獄長に対して待遇改善を要求した。そのため隔離された末に1937年6月26日には数名の同志とともに別のフランス語:  Bâtiment S 監獄へ移送、刑期満了まで過ごした。
刑期を終えた1940年4月23日に放免されたザウは数日後に拘束されてターライ収容所につながれた。収監はタオ・ティ (Tào Tỵ) やジャーナリストのグエン・コン・チュン (Nguyễn Công Trung) と同時で、兵士チュオン・ヴァン・ザウ (Trương Văn Giàu) が護送したターライにて、ザウは再び被収容者の総代表になった。
1941年末、政治犯数名の脱獄計画に連座し、ザウ自身は1942年3月の第2回脱獄計画に計8名で参加して成功し、四散したのちチャン・ヴァン・ザウは幾度も居場所を変えて潜伏を続け、連絡のつてを探してサイゴンでの活動を再開しようとした。

### 復帰と指導者の誉れ
南圻諸省のいくつかの共産党系組織の代表は1943年10月13日から15日にミトー省チョガオ地区（現・ティエンザン省）に集まり、南圻地区委員会の再設立を議決した。不参加に代わり、会議はズオン・ヴァン・フック (Dương Văn Phúc) を書記に選出したが、フック自身はあくまでも臨時職でありザウに職を譲る前提であると申し入れ、会議もこれを了承した。
南圻地区委員会書記という職にありながらザウは中央委員会と連絡が取れないまま過ごすうち、グエン・アイ・クオック帰国と党第1期中央委員会第8回総会の招集、ベトミン設立すら詳しく把握せず雌伏を続けた。ザウは「諦めて座して待つこともできず、やむなく我々は自分たちだけで（南部における）革命の道を背負わねば」ならず、わずかな間に同志達と積極的に活動して足元を固め、チャンスは近いと胸に抱きながら強大な力を集結する組織を築こうとする。ザウいわく「我々は全ての親日政党・宗派を合わせたよりも強くなければならない。政権を人民の手に取り戻すにはそれしかない」。と唱え、その上で南処委員会は活動要綱をまとめると迅速に実現していった。
- 党の各級組織、とりわけサイゴン＝チョロン地区の各基礎組織を速やかに復興。
- 労働組合組織を復活させ、南圻総労働組合を半年以内に設立（1944年4月実現）、これを速やかに40支部5000人規模に発展させる。
- 多くの知識人や学生、商工業者を新民主団 (Tân dân chủ đoàn) やクオックグー伝播会、『青年』紙 (báo Thanh Niên) グループなどに集結させる。
- 出版は『先鋒』紙 (báo Tiền Phong) と『独立への道にあるベトナム』『民族の夜明け』など、各階層の政治訓練に取り組む。ザウは教員役を務める[注 2]。

ザウの言葉が伝わっている。「革命は人民の事業であり、党の力量のみでは革命を起こすことはできず、多くの同胞の参加と蜂起とがなければいけない」。とりわけ「先鋒青年」(Thanh niên Tiền phong) という組織の立ち上げには、秘密党員のファム・ゴック・タック (Phạm Ngọc Thạch)、グエン・ヴァン・トゥー (Nguyễn Văn Thủ)、フイン・ヴァン・ティエン (Huỳnh Văn Tiểng) を介して組織掌握を後方支援したように、南圻地区委員会は共産党員に活動の隠れ蓑を与え、一大勢力を素早く結集していく。その規模は解放地区委員会の共産主義同志が構える他のグループほか、当時の各種政治組織を凌駕した。
| 「          | チャン・ヴァン・ザウは共産党員に対して、各級の先鋒青年への加入を指示し、合法的な外衣をまとうことで秘密の連絡を回復しその他の反植民地グループとの連携の方便とした。（中略）共産党員達は先鋒青年の合法的地位を利用して、地方支部との連絡体制の構築し、信頼に足る先鋒青年団員を「先鋒隊」に勧誘したりベトミンの各救国組織を作らせたりした。 | 」 |
| —David Marr | |    |

| 「               | 1945年に入ると先鋒青年運動はサイゴン地域のいくつかの大きなグループを吸収し、農村部へと広がっていった。（中略）インドシナ共産党の組織拡大のやり方を利用した。運動における各レベル責任者の地位を握った共産主義者は、制限なく移動し連絡を取り合った。その共産主義者達は、先鋒青年が民族解放運動で指導的役割を果たし大いに助けられた点に疑いはない。 | 」 |
| —Stein Tønnesson | |    |

日本の援助下で設立された青年組織は「先鋒青年」と呼ばれ、その実権を握った南圻地区委員会は、この組織により党の愛国青年運動に隠れ蓑を着せ、将来の革命事業に奉仕する人材を蓄えさせ、各学校・工場・農村部へと広げていく。1945年8月にいたって南部のほとんどの省で総計100万人超の会員を動員したという。

### デム市場で3度の会議
日本が連合国に降伏を表明した後、好機到来と見た地区常務委員会は1945年8月15日夜に蜂起委員会を設立し、南圻委員会会議を招集して、後日の蜂起予定およびサイゴンでの先鋒青年の宣誓式をいつにするか広く議論した。会議は16日夜にデム市場で開催され、かつて1940年に頓挫した南圻蜂起の経験から、実施時期について複数名の代表が激論を闘わせた。会議は周到な準備を重ねてハノイからの連絡を待ち、蜂起の日を18日に移すことで合意した。
17日、5万人の先鋒青年団員による開幕式がサイゴンで開催され、地区委員会が掌握する力量を見せつけた。それでも地区委員は蜂起時期の延期に同意、19日、ベトミンの指導者達は地区委員会を公然化し、そのわずか数日後にザウに政権掌握蜂起の指揮者の地位を渡した。
ハノイ蜂起成功の知らせを受けたデム市場では、すぐさま8月20日朝に2回目の会議を開くと蜂起の方法と日程について議論をするが、依然として代表はサイゴンに残る日本軍による蜂起鎮圧を懸念していた。ザウはタンアンで試験的な蜂起を提案、代表達が地方に下って蜂起を発動しようと持ちかけた。
タンアン蜂起は8月22日夜に成功した。翌夕8月23日には3度目の会議席上で全南部臨時行政委員会を即時設立し、チャン・ヴァン・ザウを主席とした（以下、南部臨時行政委員会）。8月24日午後、タンアン、ビエンホア、トゥーゾウモット、タイニンの南圻委員会の指導のもと、武装した先鋒青年勢力が権力を掌握し、サイゴンに集結した。8月25日、サイゴンで大規模なデモを起こすと、ほとんどの統治機構が南部臨時行政委員会の手に落ちた。

### 南部の指揮
1945年9月2日の独立式典に際して、ベトナムの声放送局はホーチミン主席の独立宣言を流した。南部臨時行政委員会はその音声をメガホンで拡声しようと試みるが、電波を受信できなかったため、ベトナム民主共和国臨時革命政府の保健大臣であるファム・ゴック・タック医師が政府の宣言を読み上げた。ジャーナリストのグエン・ヴァン・グエンは南圻地区委員会とベトミン南圻支部を代表してベトミン擁護を呼びかけた。チャン・ヴァン・ザウは南部臨時行政委員会を代表して、即興で独立式典を祝う言葉を述べた。当時彼は34歳になったばかりである。
時間を遡ると、南圻地区委員会設立とザウの書記就任（1943年10月）と並行して、インドシナ共産党の別の組織が独立活動をしていた。研究者は2派を言論機関による通称で区別し、ザウたちの地区委員会を『先鋒』紙から先鋒地区委員会あるいは「新ベトミン」と呼んで、後者をその『解放』紙にちなみ解放地区委員会あるいは「旧ベトミン」と呼び分けた。
1941年に旧南圻地区委員会が植民地政庁によって無効化されて以降、『解放』紙を秘密出版していたグループから離れて活動を始めた一派がある。チャン・ヴァン・ヴィ (Trần Văn Vi)、レー・ヒュー・キェウ (Lê Hữu Kiều)、レー・ミン・ディン (Lê Minh Định)、チャン・ヴァン・チャー (Trần Văn Trà)、靴職人のチェー (Chế)、ブイ・ヴァン・ズ (Bùi Văn Dự) といった人たちはそれでも依然として地区委員の名義を使っていた。同グループは南圻地区委員会再建を企て本部をサイゴンに置こうと図ったが、主要な構成員が追跡・逮捕される中で潜伏を迫られ、連絡が途絶えたまま招集できずにいた。
新しい南圻地区委員会の設立後、ザウは「解放」グループの一人であるグエン・ティ・タップ (Nguyễn Thị Thập) に地区委員会加入を勧めたが、組織論の違いから指導体制の統一には至らないまま、グエンたちは活動を継続すると独自の支部を建設していく。1944年11月にほとんどの構成員が植民地政庁によって逮捕・投獄されると印刷所も破壊された。明号作戦で日本が仏領インドシナ政府を倒すと、その混乱に乗じて多くの構成員が脱獄し、1945年3月20日、「解放」グループはミトー省のソアイホット (Xoài Hột) に集まって臨時南圻地区委員会を設立し、ザン・トン・トゥー (Dân Tôn Tử、別名チャン・ヴァン・ヴィ (Trần Văn Vi) ）を書記に選出した。翌5月にはホックモン県バーディエム社にて正式に地区委員会を設立して南圻幹事班と名付け、レー・ヒュー・キェウを書記とした。
独立から1ヶ月も待たず臨時委員会がつかむ勢力は数を増したものの、統治経験の蓄積がないため各地で無政府状態に陥った。他の政治組織もまた独自にその勢力を発展させ、南部は2つの地区委員会組織が併存する状態となり共産党の可能性と威信とが徐々に下がっていく。一方で組織間に生まれた矛盾と衝突が複雑にからまり、他方、フランス軍は1945年9月12日以降、続々とサイゴンに兵を入れた。常に不平等な条件を突きつけては挑発し、各組織の衝突を煽り、武力介入の機会を窺っていた。このような状況を前にしても臨時行政委員会は未熟で弱く、抗戦準備のために時を稼ぐことしかできなかった。
9月22日夜、フランス軍は南部臨時行政委員会の事務所、国家自衛局その他の臨時政権の複数の統治機構を武力で占拠した。臨時行政委員会の首脳達はあらかじめ心づもりをしてあったとおり、直ちにサイゴンを脱出して追跡の手を逃れると、各武装隊に反撃を指示した。フランス軍のサイゴン入域から10日ほど経た1945年9月23日、カイマイ通り629番（現グエンチャイ通り）で招集された会議はザウを南部抗戦委員会の主席に選び、南部抗戦を呼びかけた。
| 「                    | 南部の同胞諸君、 サイゴン市の人民達よ、 労働者、青年、自衛団、民兵、兵士たち兄弟！ 昨夜フランスはサイゴン中心部にある我々の政権の役所を攻撃した。つまりフランスが再び侵略を始めたのだ。 9月2日に諸君同胞は祖国の独立を守るために血の最後の一滴まで捧げると誓った。 独立か死か！ 本日 抗戦委員会は呼びかける 全ての同胞は、老いも若きも男も女も武器を手にとって侵略軍を打ち払おう。 抗戦委員会が与えるべき持ち場のないものはすぐさま市街から逃げ出しなさい。残るものは： - フランスのために働くな、兵士になるな。 - フランスに道を教えるな、情報を与えるな、食糧を売るな。 フランス植民地主義者を見つけ出して殺そう。 フランスの役所・車両・船舶・倉庫・工場を焼き尽くし破壊し尽くそう。 フランスの占領するサイゴンは電気も水も市場も商店もないサイゴンにしなければならない。 同胞諸君！ 今このときから、我々の最優先の任務はフランスの奴らを殲滅し、奴らの手下を殲滅することだ。 兵士・民兵・自衛団の兄弟たちよ！手にしっかりと武器を握りしめてフランス植民地主義者どもを打ち払い、国を救うのだ。 抗戦は始まった！ 1945年9月23日 南部抗戦委員会主席" | 」 |
| —チャン・ヴァン・ザウ | |    |

同志たちに列したザウは全力を注いで抗仏連合の力を集中しようとさまざまな方策を講じ、臨時行政委員会から離脱しようとする各武装政治グループを断固として許さなかった。まさにこの指示以降、対立する人間からザウは残忍で冷酷で非情と見なされるようになった。

## 教育者としての功績
10月、中央委員会からファム・ゴック・タック医師とともにハノイに召還されたザウだが、南部の戦場に戻りたいと希望し、叶わない場合はカンボジアとタイに渡って南部のために後方基地を造りたいと願い出た。2つめの願いは受諾され、ザウは国外に散った多くの越僑青年に南部に戻って戦うよう運動するかたわら、武器を購入して南部の軍民に物資を供給した。
1946年末、中央委員会は南部派遣にレ・ズアンを選ぶと「先鋒」グループと「解放」グループをひとつに統合させ、武装単位を残らずベトミンに併合し全国統一の名称を使わせるにいたり、旧ベトミン、新ベトミンの区別はようやく消えた。
1947年初頭、ザウはベトバックに呼び戻され通信局総局長に着任。1951年には教育・訓練省に入って大学予備門と高等師範を設立、1954年11月にはさらに文学師範大学と科学師範大学を設置、党の大学支部の初代書記につくと、教壇に立ち政治学や哲学、世界史やベトナム史を講じた。
1955-1956年度の学期にザウは国から教授号第1号を授与された。1956年にハノイ総合大学が建学（現・ベトナム国家大学ハノイ校）、同年に党のハノイ国家大学支部書記となったザウだが、引き続きハノイ師範大学で教職も続けた。
1962年から1975年にはベトナム社会科学委員会配下の史学院に勤め（現・ベトナム社会科学院）、退官後は社会科学領域の研究を続けた。
ザウはチャン・ヴァン・ザウ基金を設けるために自宅を売却して資金1,000ルオン（1ルオンは37.50グラム）を築くと、歴史・思想史研究の2つの領域として中部最南地域（ビントゥアン省）および南部ベトナムを対象と定め、優れた研究に例年、「チャン・ヴァン・ザウ賞」を贈って顕彰している。
チャン・ヴァン・ザウ教授はホーチミン市のトンニャット病院にて死去、2010年12月16日（99歳没）。

## 家族と教え子
一生を革命活動に捧げたチャン・ヴァン・ザウに実子はない。老境にいたり教え子の一人ディン・トゥー・スアンを養子に迎えた。その教育事業において、師と仰ぐ著名人は以下のとおり。
- ホアン・ニュー・マイ（ベトナム語）
- ダン・フイ・ヴァン (Đặng Huy Vận)

## 栄誉栄典
時系列順。
- 人民教師章（1992年）
- ホーチミン勲章（第1回、1996年） - ベトナム史研究（全5部18集）に対して。
- ドイモイ期労働英雄章（2003年）

## 著作
- Triết học phổ thông（普通哲学）
- Biện chứng pháp（弁証法）.
- Vũ trụ quan（宇宙観）
- Duy vật lịch sử（唯物史観）
- Sự phát triển của tư tưởng Việt Nam thế kỷ 19 đến Cách mạng tháng Tám（19世紀から8月革命までのベトナム思想の発展）
- Giá trị truyền thống của dân tộc Việt Nam（ベトナム民族の伝統的価値）
- Sự khủng hoảng của chế độ nhà Nguyễn trước 1858（1858年以前における阮朝の制度の危機）
- Lịch sử chống xâm lăng（侵略への抵抗の歴史）
- Giai cấp công nhân Việt Nam（ベトナムの労働者階級）
- Lịch sử cận đại Việt Nam（ベトナム近代史）
- Miền Nam giữ vững thành đồng（南部は堅牢な城をしっかりと維持する）
- Địa chí văn hóa Thành phố Hồ Chí Minh（ホーチミン市文化地誌）

日本語訳
- チャン・ヴァン・ザウ『ベトナム革命の隠れた英雄：チャン・ヴァン・ザウの生涯』菊池誠一（編・訳）、2021年。ISBN 978-4-7807-1985-7